# NGC 4084
NGC 4084 is een compact sterrenstelsel in het sterrenbeeld Hoofdhaar. Het hemelobject werd op 26 maart 1865 ontdekt door de Duits-Deense astronoom Heinrich Louis d'Arrest.

## Synoniemen
- MCG 4-29-14
- ZWG 128.17
- PGC 38272